# Maimetshidae
Famille
Les Maimetshidae sont une famille fossile de petits hyménoptères de la super-famille des Trigonalyoidea.

## Datation
Les Maimetshidae sont connus durant une grande partie du Crétacé du Barrémien au Campanien, il y a environ entre 129 et 72 Ma (millions d'années).

## Répartition
Les hyménoptères fossiles de cette famille ont été découverts en Espagne, en France, en Angleterre, au Liban, en Russie, au Botswana et au Canada.

## Liste des sous-familles et genres
Selon Engel (2016) :
- sous-famille des † Zorophratrinae Engel, 2016
  - † Zorophratra Engel, 2016
- sous-famille des † Maimetshinae, Rasnitsyn 
  - † Ahiromaimetsha Perrichot et al., 2011
  - † Turgonaliscus Engel, 2016
  - † Turgonalus Rasnitsyn
  - † Afrapia Rasnitsyn & Brothers, 2009
  - † Afromaimetsha Rasnitsyn & Brothers, 2009
  - † Ahstemiam McKellar & Engel, 2012
  - † Andyrossia Rasnitsyn & Jarzembowski, 2000
  - † Burmaimetsha Perrichot[2], 2013
  - † Cretogonalys Rasnitsyn, 1977
  - † Guyotemaimetsha Perrichot, Nel & Néradeau[3], 2004
  - † Iberomaimetsha Ortega-Blanco et al.
  - † Maimetsha Rasnitsyn, 1977
  - † Maimetshorapia Rasnitsyn & Brothers, 2009

## Systématique
Le nom valide de ce taxon est Maimetshidae Rasnitsyn, 1975.
La position taxonomique de cette famille a beaucoup varié au cours du temps. Elle a d'abord été classée dans la super-famille des Ceraphronoidea, puis dans celle des Stephanoidea. La découverte d'une nouvelle espèce de Maimetshidae (Zorophratra corynetes) dans l'ambre du Liban (Crétacé inférieur), a conduit Michael S. Engel, en 2016, à placer la famille au sein de la super-famille des Trigonalyoidea.

### Publication originale
- (ru) A. P. Rasnitsyn, « Высшие перепончатокрылые мезозоя [Hymenoptera Apocrita of Mesozoic] », Trudy Paleontologicheskogo Instituta, Akademii Nauk SSSR, 1975, vol. 147, p. 1-134